# Mellicta melicerta
Mellicta melicerta är en fjärilsart som beskrevs av Pfützner 1873. Mellicta melicerta ingår i släktet Mellicta och familjen praktfjärilar. Inga underarter finns listade i Catalogue of Life.